# Blenina quinariodes
Blenina quinariodes är en fjärilsart som beskrevs av Embrik Strand 1917. Blenina quinariodes ingår i släktet Blenina och familjen trågspinnare. Inga underarter finns listade i Catalogue of Life.